# Market maker
Market maker je emitent a zároveň tvůrce trhu pro daný cenný papír, např. certifikát.
Motivací market makera je maximalizace výnosů ze spreadu, tedy z rozdílů cen na poptávkové a nabídkové straně, při jím garantované likviditě papíru.